# Pilica (zámek)
Zámek Pilica (také známý jako palác Pilica) se nachází ve stejnojmenném městečku v Krakovsko-čenstochovské vysočině v okrese Zawiercie ve Slezském vojvodství v Polsku. Zámek je obklopen bastionovým opevněním a skládá se ze čtyř křídel obklopujících vnitřní nádvoří.

## Historie
Úplné počátky paláce v Pilice nejsou zcela jasné, Nepochybné je, že místo v roce 1569 koupila rodina Padniewski z erbu Nowina Pilicu od rodiny Pilecki, dříve známé jako rodina Toporczyků a kolem roku 1610 zde postavil kastelán Osvětimi Wojciech Padniewský pozdně renesanční sídlo v italském stylu a přestěhoval se do něj z nedalekého hradu Smoleń. Poté byl dalším majitelem Jerzy Zbaraski, který stavbu dokončil.
Další majitelkou hradu byla Konstantina Wiśniowiecká, jejíž dcera Helena přivedla hrad jako své věno v roce 1636 Stanisłavovi Warszyckému z Dankowa. Byl to on, kdo rozšířil palác a v roce 1651 postavil kolem hradu opevnění, včetně šesti cihlových bašt s kasematy spojenými hradbami obklopenými dvacet metrů širokým příkopem, díky kterému se hrad stal moderní pevností. Navzdory tomu byl komplex v roce 1655 krátce obsazen švédskou armádou pod velením Lindorna, ale brzy se ocitl zpět v držení Warszyckých a válečné škody byly odstraněny.
V roce 1705 se hradu opět zmocnila švédská armáda. V roce 1731 prodala poslední z rodu Warszyckých hrad Marii Sobiesce z Wessel (vdově po princi Konstantýnu Sobieském), která poté palác barokně přestavěla. Ta v roce 1753 předala zámek Pilica svému synovci Teodoru Wesselovi a vstoupila do Varšavského konventu svátostí. V roce 1852 koupil palác Krystyn August Moes, který zahájil rekonstrukci, při které však palác vyhořel. V roce 1874 zříceninu zámku koupil slavný průmyslník Leon Epstein, který palác zrekonstruoval a dal mu novorenesanční styl opevnění, zámek byl tedy vyzdoben v romantickém stylu. V roce 1880 rodina Epsteinů opustila Pilicu a přestěhovala se do Krakova. Až do roku 1887 byl majetek spravován správci a poté bylo rozhodnuto o prodeji celého zámeckého komplexu.
V roce 1908 koupil palác a okolní panství inženýr Kazimierz Arkuszewský, jehož potomci byli majiteli zámku až do roku 1945. Od konce roku 1942 do jara 1944 byla na zámku umístěna četa motorizovaných četníků – Gandarmerie Mot-Zug 63 pod velením poručíka von Kreske. Tato jednotka u obranných zdí zastřelila asi osmdesát Poláků a asi sedmdesát Židů. V roce 1945 byl majetek Arkuszewského zabaven a palác byl přeměněn na sirotčinec pro dívky a v osmdesátých letech 20. století na nápravné zařízení pro mladé. V letech 1960–1962 byly interiéry paláce částečně konzervovány.
V roce 1985 byl proveden archeologický výzkum. V květnu 1989 koupila palácový komplex od státní správy Barbara Piasecká Johnsonová. Ta plánovala využít zámek jako své sídlo s malířskou galerií otevřenou pro návštěvníky, ale po roce renovace byly práce ukončeny, protože nároky na zámek předložili potomci Kazimierze Arkuszewského. V roce 1994 okresní soud v Katovicích rozhodl, že notářský zápis o prodeji je neplatný, protože ministr kultury prodej neschválil. Odvolací řízení v tomto případě skončilo až smrtí Piasecka-Johnsona v dubnu 2013.

## Park
Kolem zámku se nachází přírodní park (10 hektarů), který byl vyhlášen přírodní památkou jako dílo zahradního umění. Nachází se v něm klasicistní studna.

## Galerie

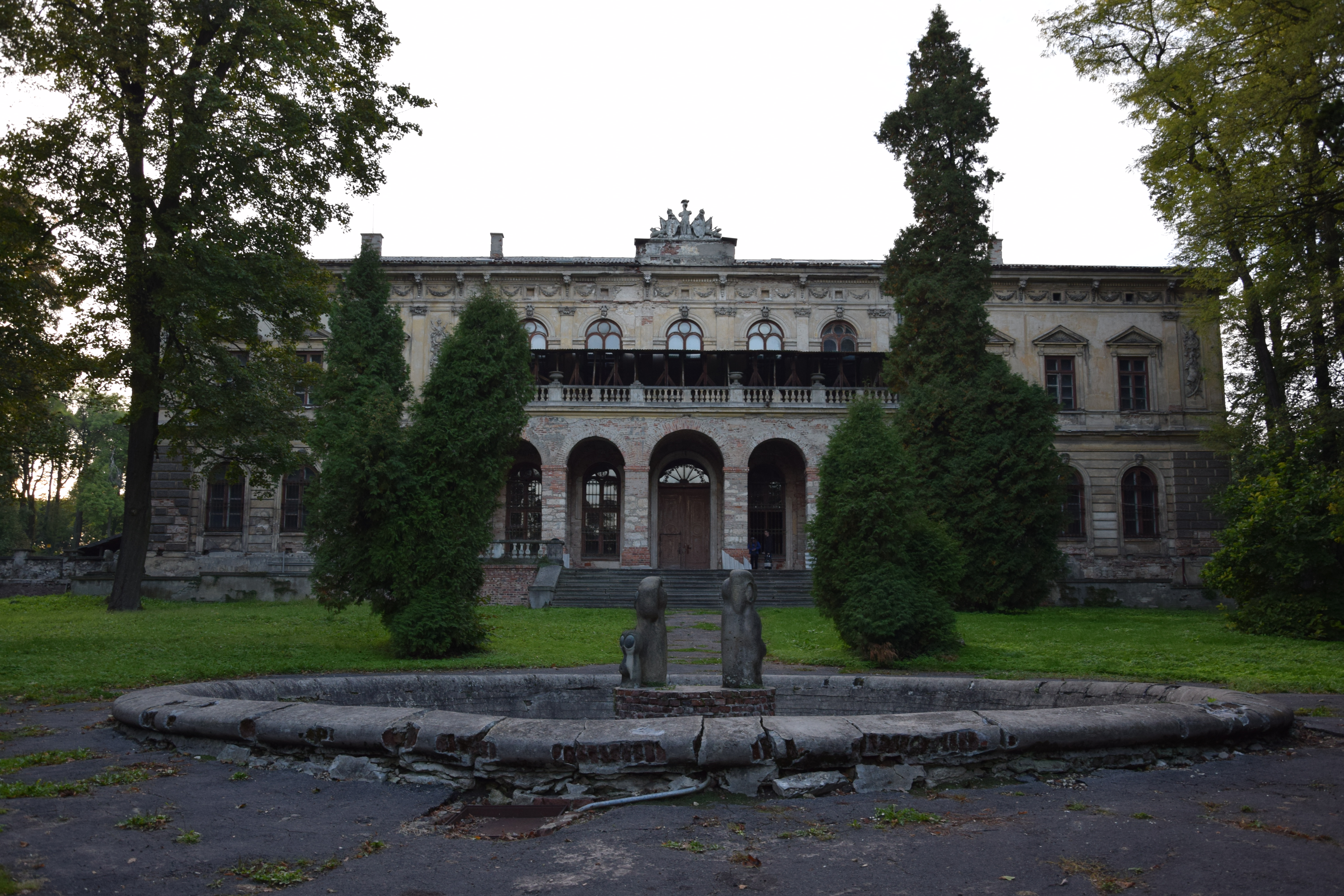
Průčelí zámku z parku
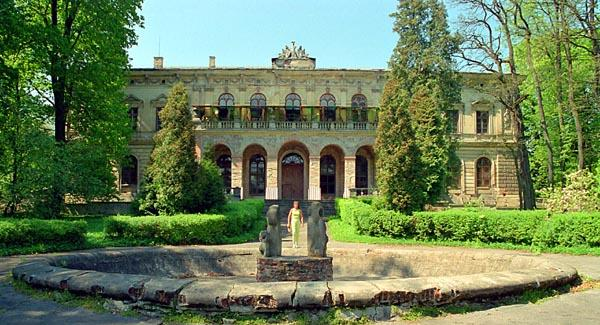
Pohled z parku
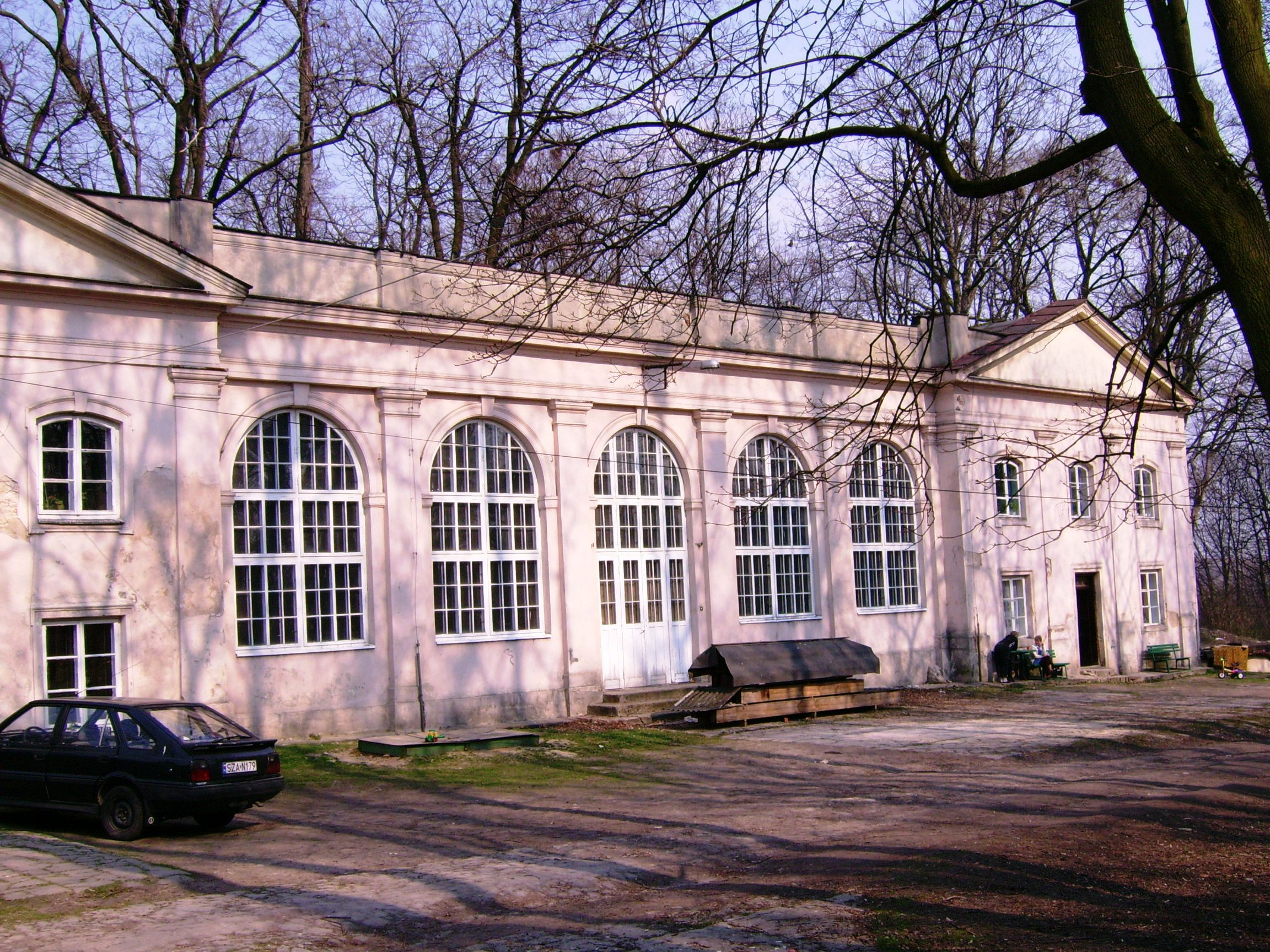
Provozní křídlo paláce
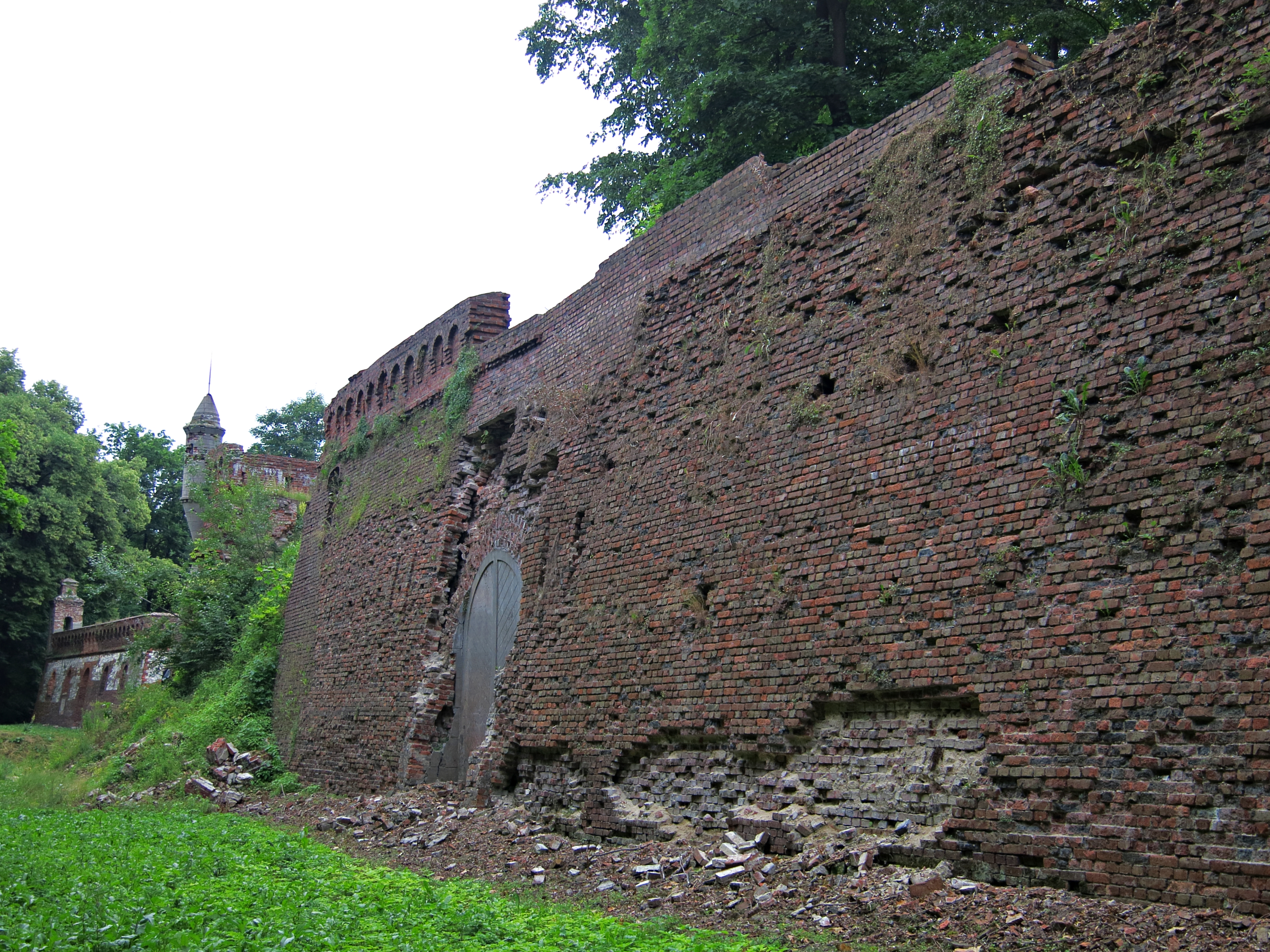
Bastiony
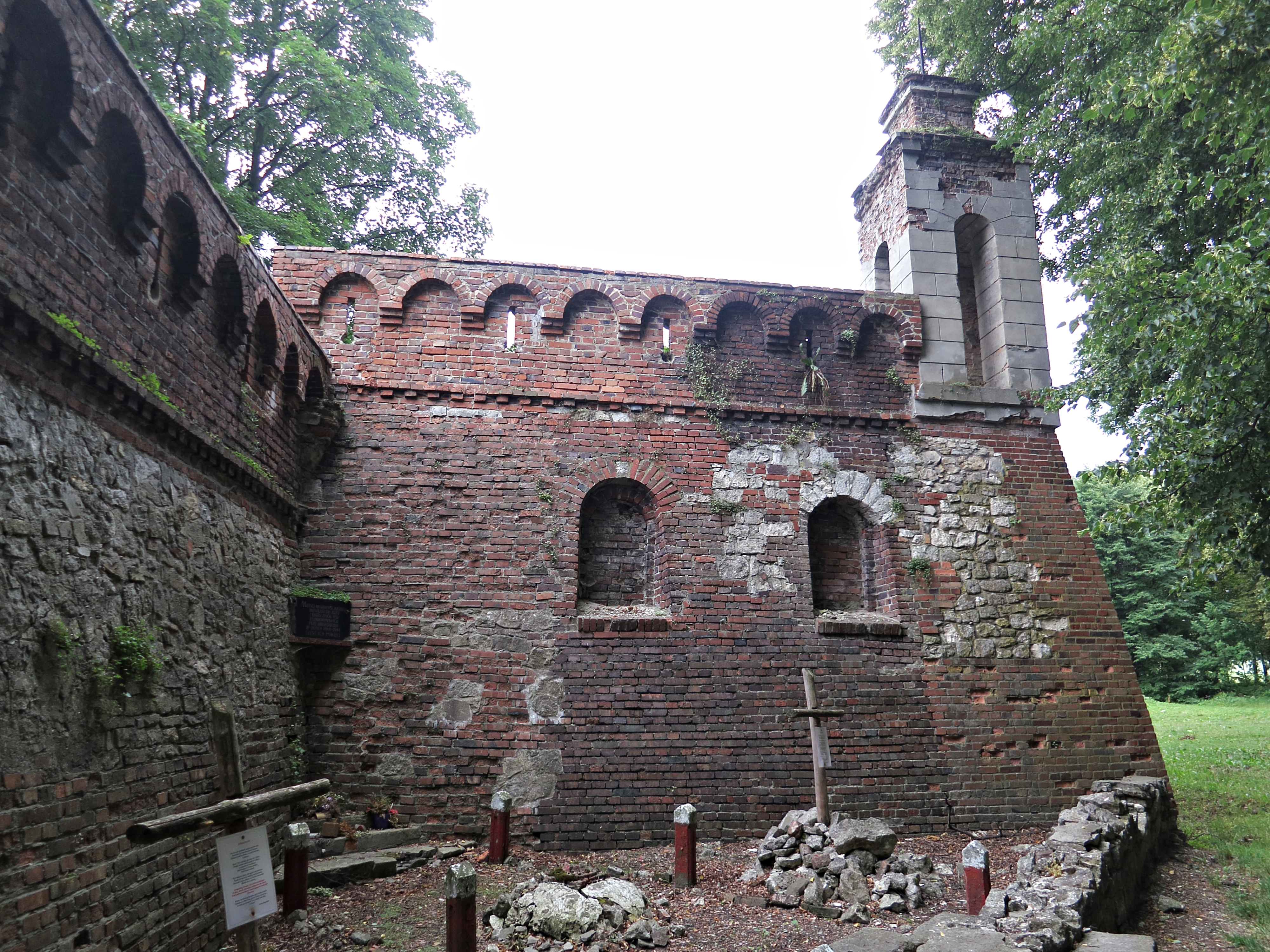
Bastiony, místo poprav z druhé světové války